# Parafia św. Witalisa Męczennika w Tuszynie
Parafia św. Witalisa Męczennika w Tuszynie – parafia rzymskokatolicka znajdująca się w archidiecezji łódzkiej w dekanacie tuszyńskim.

## Historia
Wzmianki historyczne o Tuszynie sięgają XIII wieku. W roku 1223 książę Konrad I mazowiecki przekazał wieś Tuszyn biskupowi pruskiemu Christianowi. 16 sierpnia 1416 roku król Władysław Jagiełło polecił na gruntach wsi Tuszyn osadzić miasto, lokowane na prawie magdeburskim. Powstałe miasto Tuszyn miało charakter handlowy, z uprawnieniami do organizacji jarmarków i targów.
Parafię w Tuszynie erygował arcybiskup gnieźnieński Jarosław Bogoria Skotnicki w 1345 roku. Według dokumentów diecezji gnieźnieńskiej parafia Tuszyn była od samego początku obszarem rozległym. Brak jest szczegółowych danych na temat początków tuszyńskiej parafii. Niebudząca żadnych wątpliwości wzmianka o istnieniu parafii i małego drewnianego kościoła parafialnego pochodzi z roku 1397. Również w „Liber beneficjorum” z roku 1523, znajduje się zapis, że kościół był pod wezwaniem św. Witalisa, proboszczem został ks. Maciej Górecki, a prawo patronatu należało do króla.
26 maja 1762 roku pożar strawił zabudowania kościoła i plebanii. 
Wznoszenie kolejnej świątyni rozpoczęto w roku 1765. Według zapisów z wizytacji generalnej z 1779 roku odbudowany kościół był drewniany, podmurowany kamieniami, obity całkowicie deskami, na środku miał wieżyczkę; w wielkim ołtarzu znajdował się obraz Matki Bożej Różańcowej, a nad nim obraz św. Witalisa. 
Niestety kościoły ówcześnie budowano z nietrwałych materiałów i przez niewykwalifikowanych robotników. Z tego powodu po 35 latach użytkowania świątyni jej stan techniczny był katastrofalny: filary wspierające dach nawy pochyliły się, grożąc zawaleniem, przeciekał dach, zgniła podłoga. Obiekt rozebrano, i – w jego miejsce – w roku 1808 pod kierownictwem ks. Wojciecha Jasińskiego wybudowano nowy kościół, niestety również drewniany. Z analogicznych przyczyn w 1845 roku budynek kościoła nadawał się do rozbiórki.
Wobec takich uwarunkowań parafianie uchwalili konieczność nowego, murowanego kościoła. Dzięki inicjatywie biskupa Jana Marszewskiego i wsparciu fundatora A. Płodowskiego, w 1860 roku przystąpiono do budowy kolejnej świątyni, tym razem z cegły, prawdopodobnie według projektu architekta Józefa Orłowskiego z Warszawy. Kościół, w uproszczonym stylu romańskim, został wybudowany, gdy proboszczem parafii był ksiądz Józefa Rzewuski. Oddano go do użytku w roku 1865. 19 września 1882 roku konsekracji kościoła dokonał ówczesny biskup kujawsko-kaliski Wincenty Teofil Chościak-Popiel. Dodatkowo świątynię rozudowano w roku 1927 według projektu Oskara Sosnowskiego.
W czasie II wojny światowej kościół został zamknięty i przeznaczony przez okupanta na magazyn zboża, co przyczyniło się do powstania dużych zniszczeń. W roku 1948 ówczesny proboszcz ks. Leon Dębicki przystąpił do odnowienia i ponownego urządzenia kościoła.

## Zasięg parafii
Do parafii należą wierni z miejscowości: Aleksandrówek, Bądzyń, Czyżemin, Dylew, Garbów, Garbówek, Głuchów, Górki Duże, Górki Małe, Jutroszew, Kępica, Kruszów, Modlica, Niedas, Szczukwin, Wola Kazubowa, Żeromin.

## Grupy parafialne
Bractwo Różańca Świętego (Żywa Róża), Rycerstwo Niepokalanej, Duszpasterstwo Przedsiębiorców i Pracodawców TALENT, Rodzina Radia Maryja, Chór parafialny, Liturgiczna Służba Ołtarza Oaza Dzieci Bożych, Grupa młodzieżowa, Parafia Rada Duszpasterska, Parafialna Rada Ekonomiczna.

## Proboszczowie
Źródło:
- 1440 – ks. Piotr
- 1489–1501 – ks. Jan ze Szremu
- 1501 – ks. Jan z Kruszewa
- 1516–1523 – ks. Maciej Górecki
- 1551–1564 – ks. Stanisław Lutomirski
- 1564–1566 – ks. Jan Radogoski
- 1586–1603 – ks. Stanisław Sulikowski
- 1629–1634 – ks. Stanisław Raciborowski
- 1634–1650 – ks. Jan Bużeński
- 1670–1678 – ks. Maciej Jan Kuczkowski
- 1678–1697 – ks. Jerzy Antoni Kunigk
- 1697–1707 – ks. Józef Paprocki
- 1707–1739 – ks. Jan Łyszkiewicz
- 1740–1767 – ks. Józef Strzelecki
- 1767–1799 – ks. Józef Sandyni
- 1800–1825 – ks. Wojciech Jasiński
- 1825–1844 – ks. Ignacy Borzęcki
- 1844–1850 – ks. Klemens Skupieński
- 1850–1852 – ks. Franciszek Skupieński
- 1854–1866 – ks. Józef Rzewuski
- 1867–1878 – ks. Szymon Kupczyński
- 1878–1889 – ks. Jan Motylewski
- 1889–1893 – ks. Antoni Trzeciak
- 1893–1894 – ks. Antoni Grochowski
- 1895–1910 – ks. Wojciech Charuba
- 1910–1925 – ks. Stanisław Muznerowski
- 1925–1930 – ks. Józef Pełczyński
- 1930–1942 – ks. Romuald Brzeziński
- 1945–1947 – ks. Kazimierz Maluga
- 1947–1971 – ks. Leon Dębicki
- 1971–2002 – ks. prałat Stanisław Wieteska
- 2002–2015 – ks. kan. Henryk Leśniewski
- od 2015 – ks. kan. Marek Stępniak